# Биберах-ан-дер-Рис
Би́берах-ан-дер-Рис (нем. Biberach an der Riß), Би́берах (нем. Biberach) — город на юге земли Баден-Вюртемберг в Германии. Центр района Биберах. Расположен при впадении богатого некогда бобрами Бибераха (ныне Вольфенбах) в приток Дуная Рис, на высоте 540 метров, расположен частью в долине, частью на холме.

## История

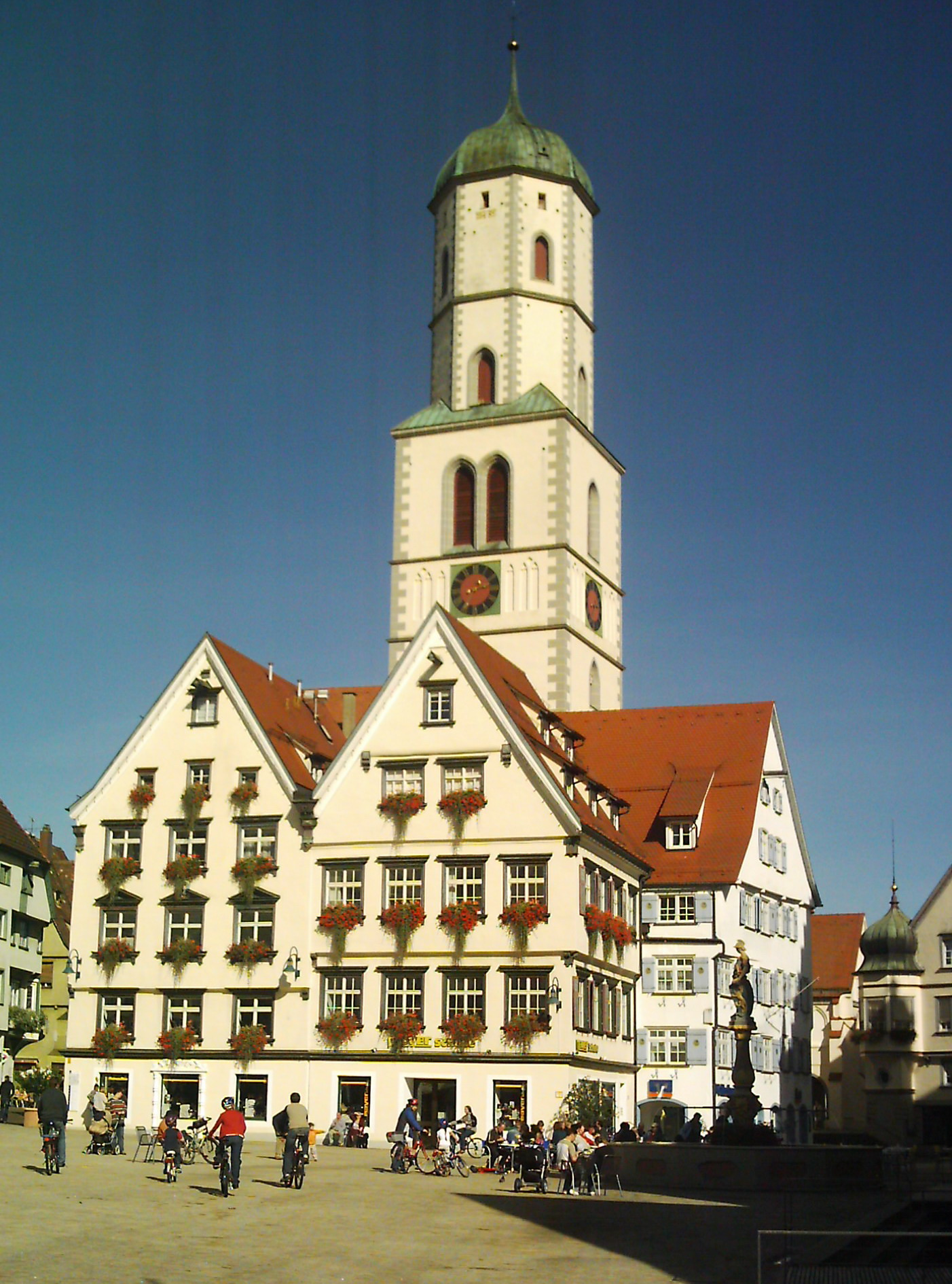
Рыночная площадь и церковь Святого Мартина

Был основан в 1281 году при императоре Фридрихе II как вольный имперский город. Реформация, к которой пристала только часть населения, вызвала здесь продолжительные распри, которым положил конец Вестфальский мир установлением равноправия. В период Чёрной смерти евреи подверглись преследованию.
В 1796 году, 2 октября, Моро со своей Рейнско-Мозельской армией дал близ города бой австрийским войскам.
Четыре года спустя, 9 мая 1800 года в Биберахе произошло ещё более масштабное сражение между австрийцами и французами, причём первые, несмотря на численный перевес, вынуждены были отступить, потеряв 1 236 солдат убитыми и ранеными, а 2 752 были пленены.
Вследствие Люневильского мира город перешёл в 1802 году к Бадену, а затем в силу акта Рейнского союза в 1810 году — к Вюртембергу. В 1885 году в городе проживало 7 938 жителей. На 1891 год в городе имелись: гимназия и реальное училище второго разряда, больница, собор для протестантов и католиков.
На 1905 год жителей в городе 9 096 человек. В 1907 году в городе проживало 8 400 жителей, и было налажено производство жестяных игрушек.

## Достопримечательности
Благодаря своим башням, городскими воротам и стенам город сохранил свой средневековый отпечаток.

## Русское кладбище
В городе расположено кладбище, где захоронены 614 советских граждан, погибших в немецком плену.

## Знаменитые горожане
В Биберах-ан-дер-Рис родился Лорис Кариус, вратарь футбольного клуба «Ливерпуль».

## Города-побратимы
- Асти, Италия
- Валанс, Франция
- Гернси, Великобритания
- Свидница, Польша (1990)[8]
- Телави, Грузия
- Тендринг, Великобритания